# エル・ジェザイール (小惑星)
エル・ジェザイール (858 El Djezair) は、小惑星帯の小惑星。フランスの天文学者フレデリック・シー (Frédéric Sy) がアルジェ天文台で発見した。
この小惑星の名はアルジェリア民主人民共和国の首都、アルジェのアラビア名（「アル＝ジャザーイル (Al-Jazā'ir)」の別表記と思われる）にちなんで命名された。アラビア語の「島」の意味である。